# Tucker e Becca, nemici per la pelle
Tucker e Becca, nemici per la pelle (Flash Forward) è una serie televisiva prodotta in Canada per un pubblico pre-adolescenziale, andata in onda dal 1995 al 1997. La serie è nota per essere la prima serie originale creata da Disney Channel.
La serie è stata trasmessa in Italia nel 1998 da Rai Due.
Le serie, composta da una sola stagione per un totale di 26 episodi, narra le vicende di Tucker e Becca, due amici e vicini di casa fin dalla nascita, mentre frequentano la terza media.

## Episodi
| nº | Titolo originale           | Prima TV USA |
| -- | -------------------------- | ------------ |
| 1  | Fresh Start All Over Again | 1995         |
| 2  | I'm OK, You're a Jerk      | 1995         |
| 3  | House Party                | 1995         |
| 4  | Cool Book                  | 1995         |
| 5  | On Your Toes               | 1996         |
| 6  | Speechless                 | 1996         |
| 7  | Scalpers                   | 1996         |
| 8  | Dog Day After Lunch        | 1996         |
| 9  | Makeover                   | 1996         |
| 10 | That's My Baby             | 1996         |
| 11 | Double Bill                | 1996         |
| 12 | Maltese Chicken            | 1996         |
| 13 | Flossed in the Woods       | 1996         |
| 14 | Crime and Punishment       | 1996         |
| 15 | Good Sports                | 1996         |
| 16 | Love Letters               | 1996         |
| 17 | Presents                   | 1996         |
| 18 | Apeward Bound              | 1996         |
| 19 | Mudpack                    | 1996         |
| 20 | Just Friends               | 1996         |
| 21 | Skate Bait                 | 1996         |
| 22 | Expose                     | 1996         |
| 23 | Saboteur                   | 1996         |
| 24 | Funny Like Me              | 1996         |
| 25 | Fright Night               | 1996         |
| 26 | Curtain Call               | 1996         |